# Heinrich Coupienne

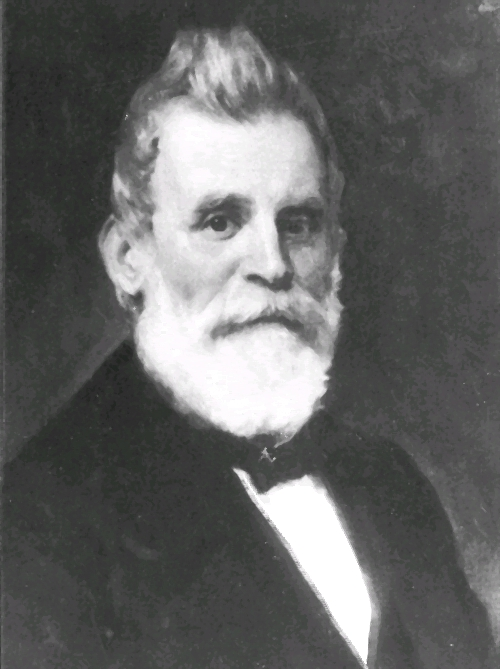
Heinrich Coupienne, um 1870

Heinrich Coupienne (* 1. Juni 1810 in Mülheim an der Ruhr; † 8. April 1889 ebenda) war ein deutscher Unternehmer in der Lederindustrie und im Bergbau.

## Leben und Wirken
Heinrich Coupienne war der zweite Sohn des Gerbereibesitzers Jean Baptiste Coupienne (1768–1825) und dessen Frau Caroline Coupienne geb. Pelzer (1777–1853). Nachdem er einige Jahre im Betrieb seines Vaters bzw. seines älteren Bruders Christian gearbeitet hatte, gründete er 1838 unter der Firma H. Coupienne eine eigene Lederfabrik. Das von ihm hergestellte Glanzleder für Wagenverdecke wurde bald im In- und Ausland stark nachgefragt und schuf so die Voraussetzung für das rasche Wachstum des jungen Unternehmens. Anfang der 1870er-Jahre übertrug er die Leitung der Fabrik auf seine Söhne Eugen und Jean Baptiste.
Neben der Lederherstellung betätigte sich Heinrich Coupienne auch im Ruhrbergbau. So leitete er von 1858 bis 1874 als Vorsitzender den Gruben-Vorstand der Zeche Wiesche des Mülheimer Bergwerks-Vereins.
Nach dem Tod seiner Frau Adeline 1878 zog er sich aus allen geschäftlichen Aktivitäten zurück und verbrachte seine letzten Lebensjahre zurückgezogen im Kreis der Familie.

## Ehe und Kinder
1839 heiratete er Adeline von Eicken (1812–1878). Aus der Verbindung gingen fünf Kinder hervor:
- Helene (1840–1917) ⚭ Hugo Westermann (1831–1896)
- Eugen (1843–1907), Unternehmer, Verbandsfunktionär der Lederindustrie
- Adeline (1844–1925) ⚭ Hermann Hugo Stinnes (1842–1887)
- Jean Baptiste (1847–1892)
- Gertraud (1848–1883) ⚭ Ferdinand André

## Archivquellen
- Stadtarchiv Mülheim an der Ruhr, Bestand 1390/2/15 (Chronik der Familie Coupienne, zusammengestellt 1921 von Ernst Coupienne)

| Personendaten    | Personendaten                                                |
| ---------------- | ------------------------------------------------------------ |
| NAME             | Coupienne, Heinrich                                          |
| KURZBESCHREIBUNG | deutscher Unternehmer in der Lederfabrikation und im Bergbau |
| GEBURTSDATUM     | 1. Juni 1810                                                 |
| GEBURTSORT       | Mülheim an der Ruhr                                          |
| STERBEDATUM      | 8. April 1889                                                |
| STERBEORT        | Mülheim an der Ruhr                                          |